# Mike McLeod
Michael James „Mike” McLeod (ur. 25 stycznia 1952 w Dilston) – brytyjski lekkoatleta specjalizujący się w biegach długodystansowych, trzykrotny uczestnik letnich igrzysk olimpijskich (Moskwa 1980, Los Angeles 1984, Seul 1988), srebrny medalista olimpijski z Los Angeles w biegu na 10 000 metrów. Sukcesy odnosił w biegach przełajowych.

## Sukcesy sportowe
- dwukrotny medalista mistrzostw Wielkiej Brytanii – złoty w biegu na 5000 metrów (1978) oraz srebrny w biegu na 10 000 metrów (1977)[1]

| Rok  | Miasto      | Zawody                                    | Konkurencja             | Wynik                    |
| ---- | ----------- | ----------------------------------------- | ----------------------- | ------------------------ |
| 1977 | Düsseldorf  | Mistrzostwa świata w biegach przełajowych | drużynowo               | srebrny medal            |
| 1978 | Edmonton    | Igrzyska Wspólnoty Narodów                | bieg na 10 000 m        | brązowy medal            |
| 1978 | Glasgow     | Mistrzostwa świata w biegach przełajowych | drużynowo               | brązowy medal            |
| 1979 | Limerick    | Mistrzostwa świata w biegach przełajowych | drużynowo               | złoty medal              |
| 1980 | Moskwa      | Igrzyska olimpijskie                      | bieg na 10 000 m        | 12. miejsce              |
| 1982 | Rzym        | Mistrzostwa świata w biegach przełajowych | drużynowo indywidualnie | srebrny medal 5. miejsce |
| 1984 | Los Angeles | Igrzyska olimpijskie                      | bieg na 10 000 m        | srebrny medal            |
| 1985 | Moskwa      | Puchar Europy                             | bieg na 10 000 m        | 7. miejsce               |

## Rekordy życiowe
- bieg na milę – 3:56,38 – Londyn 31/08/1979
- bieg na 2000 metrów – 5:07,43 – Londyn 29/08/1983
- bieg na 3000 metrów – 7:48,18 – Gateshead 09/07/1978
- bieg na 2 mile – 8:25,6 – Auckland 26/01/1980
- bieg na 5000 metrów – 13:23,26 – Cork 24/06/1980
- bieg na 10 000 metrów – 27:39,76 – Bruksela 04/09/1979